# Литовське князівство
Лито́вське князі́вство (лат. Ducatus Lithuaniae) — державне утворення на території литовських племен, що виникло на початку ХІІ ст.[джерело?] Згодом на базі Литовського князівства сформувалось Велике князівство Литовське.
Останнім князем Литовського князівства (лат. Dux Lithuaniae) був Вітовт Великий[джерело?]. Він став володарем князівства 1392 року, після закінчення громадянської війну у ВКЛ та підписання Острівської угоди.
В результаті угоди польський король та литовський князь Ягайло, уступав князівство Вітовту. Починаючи з 1397 року князівство мало статус староства, та зрівнювалось у правах з Жемайтійським князівством (староством).
1413 року — після підписання Городельської унії, Вітовтом була проведена адміністративна реформа, в результаті якої Литовське князівство припинило своє існування, ставши частиною новоствореного Віленського воєводства.